# Lucius Tarquinius Collatinus
Lucius Tarquinius Collatinus spelade enligt den romerske historikern Titus Livius (död år 17 e.Kr.) en viktig roll när Roms siste kung Lucius Tarquinius Superbus störtades år 509 f.Kr. och Rom övergick till att bli republik. Enligt Livius och den tradition han förmedlar var Collantinus son till Egerius Tarquinius, som tillhörde kungens familj.
Collatinus är i Livius berättelse mest känd som make till den av kusinen Sextus Tarquinius våldtagna Lucretia.
Namnet Collatinus syns han ha fått eftersom han tycks vara född i staden Collatia och det var viktigt att särskilja honom från hans farbror Lucius Tarquinius Superbus.
Sedan Tarquinius Superbus avsatts som kung och landsförvisats och kungariket, som varat i 244 år, upphört och blivit republik, hölls val, varvid Lucius Tarquinius Collatinus tillsammans med kusinen Lucius Junius Brutus valdes till konsul. Brutus utmanövrerade honom snabbt – under påstående att han var släkt med de förhatliga Tarquinierna vilket var sant men som i än högre grad gällde Brutus själv – och han avgick som konsul och lämnade Rom.

## Fotnoter
1. ↑  Titus Livius Ab Urbe Condita Bok 1 KAP 57
2. ↑  Titus Livius Ab Urbe Condita Bok 2 KAP 2